# Wirynka
Wirynka (Wirenka) – rzeka znajdująca się w gminach Komorniki i Dopiewo, lewy dopływ Warty o długości 18,31 km.

## Charakterystyka
Rzeka płynie w Wielkopolsce. Uchodzi do Warty na wysokości wsi Łęczyca. Zasilana jest m.in. dwoma rowami: jednym wypływającym z miejscowości Gołuski, oraz drugim z okolic Jeziora Szreniawskiego. W środowym i dolnym biegu rzeki koryto przyjmuje kręty charakter. Średni spadek zlewni wynosi 1,63 ‰, natomiast średni przepływ z wielolecia to 0,3 m³/s. Nie ma na niej wodowskazów. Zacienienie koryta przekracza 50%, a w dolinie rzeki przeważają użytki orne. Dolina jest szeroka i ma łagodne, nadające się pod zabudowę stoki. Bezpośredni wpływ na ukształtowanie się doliny rzeki i jej okolic pod względem morfologicznym miało ostatnie zlodowacenie plejstoceńskie obejmujące Polskę (zlodowacenie północnopolskie).

## Przyroda
W 2011 rzeka została zaliczona do dolnej strefy klasy I (bardzo dobrej), a w 2016 do klasy III. Stanowi odbiornik ścieków oczyszczonych przetwarzanych w oczyszczalni ścieków w Łęczycy.
W 1988 w zlewni Wirynki (kiedy na obszarze wododziałowym spadło w przeciągu trzech godzin 220 mm wody) rzeka, która jest ciekiem o szerokości około 2 metrów, wylała i osiągnęła szerokość ponad 30 metrów.
Niekiedy podawanym w wątpliwość faktem jest gniazdowanie nad rzeką pluszcza zwyczajnego. 29 kwietnia 1962 w ujściu rzeki znaleziono na małym buku zwyczajnym rosnącym dwa metry od nurtu nieuszkodzone gniazdo z jajami zbudowane z pędów roślin i suchych liści, prawdopodobnie należące do pluszcza. Był to pierwszy pewny i jedyny współczesny (po 1950) przypadek gniazdowania tego ptaka w Wielkopolsce.

## Turystyka
Rzeka nie jest spływalna kajakiem z powodu licznych wypłyceń w okolicy Palędzia i tamy w okolicach stacji energetycznej w Plewiskach.